# 基斯唐崖
71°35′S 68°13′W / 71.583°S 68.217°W
基斯唐崖（英語：Keystone Cliffs）是南極洲的懸崖，位於亞歷山大一世島東岸，處於水星冰川和金星冰川之間，海拔高度610米，在1935年11月23日由美國的探險家發現。